# 국도 제6호선
국도 제6호선 (國道第六號線)은 인천광역시 중구 인천역사거리와 강원특별자치도 강릉시 연곡면 연곡 교차로를 잇는 대한민국의 일반 국도이다.

## 연혁
- 1971년 8월 31일 : 일반국도노선지정령에 의해 국도 제6호선 인천 ~ 강릉선이 됨.[1]
- 1972년 12월 20일 : 노선 개량으로 인해 경기도 양주군 와부면 도곡리 450m 구간을 500m 로 도로구역 변경[2]
- 1975년 10월 1일 : 양평군 단월면 모용리 ~ 청운면 가현리 총 280m 구간 개통 및 기존 총 380m 구간 폐지, 횡성군 서원면 유현리 ~ 공근면 초원리 총 360m 구간 개통 및 기존 총 620m 구간 폐지[3]
- 1976년 4월 7일 : 횡성군 둔내면 현천리 ~ 평창군 진부면 상진부리 총 10.087 km 구간 개량[4]
- 1981년 3월 14일 : 종점을 '강원도 강릉시 견소진'에서 '강원도 명주군 주문진읍'으로 변경함. 이에 따라 '인천 ~ 강릉선'에서 '인천 ~ 주문진선'이 됨.[5]
- 1981년 4월 13일 : 국도로 승격된 강원도 평창군 진부면 간평리 ~ 명주군 주문진읍 성내리 43 km 구간 개통, 기존 지정 구간인 평창군 진부면 간평리 ~ 강릉시 성내동 35 km 구간 폐지[6]
- 1981년 5월 30일 : 대통령령 제10247호 일반국도노선지정령 개정에 따라 변경된 8 km 구간으로 도로구역 변경[7]
- 1982년 1월 25일 : 양평군 양평읍 양근리 580m 구간 개통, 기존 교량 380m 구간 폐지[8]
- 1986년 5월 13일 : 기점을 '경기도 인천시'에서 '인천직할시 중구'로 변경함.[9]
- 1994년 7월 15일 : 횡성군 우천면 하금리 ~ 횡성읍 추동리 6.8 km 구간 개통[10]
- 1995년 12월 29일 : 남양주시 삼패동 ~ 와부읍 팔당리 2.8 km 구간 개통, 기존 남양주시 삼패동 ~ 와부읍 도곡리 3 km 구간 폐지[11]
- 1996년 7월 1일 : 기점을 '인천직할시 중구'에서 '인천광역시 중구'로, 종점을 '강원도 명주군 주문진읍'에서 '강원도 강릉시 주문진읍'으로 변경함. 이에 따라 '인천 ~ 강릉선'으로 명칭이 환원됨.[12]
- 1998년 12월 31일 : 팔당대교 ~ 조안간 도로(남양주시 와부읍 팔당리 ~ 조안면 능내리) 3.925 km 구간 확장 개통 및 기존 4.2 km 구간 폐지[13], 조안 ~ 양수간 도로(남양주시 조안면 능내리 ~ 양평군 양서면 용담리) 4.186 km 구간 확장 개통 및 기존 5.49 km 구간 폐지[14], 양수 ~ 덕평간 도로(양평군 양서면 용담리 ~ 양평읍 오빈리) 15.27 km 구간 확장 개통, 기존 16.73 km 구간 폐지[15]
- 1999년 11월 15일 : 양평 ~ 용문간 도로(양평군 양평읍 덕평리 ~ 용문면 삼성리) 4.1 km 구간 확장 개통, 기존 구간 폐지[16]
- 2000년 7월 1일 : 양평군 청운면 비룡리 ~ 용두리 2.26 km 구간 확장 개통, 기존 2.25 km 구간 폐지[17]
- 2000년 12월 31일 : 용문 ~ 용두간 도로(양평군 용문면 삼성리 ~ 청운면 비룡리) 13.3 km 구간 확장 개통, 기존 14 km 구간 폐지[18]
- 2001년 1월 1일 : 횡성군 횡성읍 마산리 ~ 공근면 신촌리 6.7 km 구간 확장 개통, 기존 6.5 km 구간 폐지[19]
- 2003년 11월 17일 : 평창군 봉평면 무이리 ~ 평촌리 5.426 km 구간 확장 개통[20]
- 2003년 12월 31일 : 횡성군 횡성읍 마산리 ~ 우천면 용둔리 구간 5.737 km 확장 개통[21]
- 2010년 12월 24일 : 오빈 교차로(양평군 양평읍 오빈리) 1.1 km 구간 입체화 개통[22]
- 2014년 12월 26일 : 양화교 ~ 양화대교 남단 2.1 km 구간을 자동차 전용도로에서 해제[23][24]
- 2017년 6월 23일 : 둔내 ~ 무이간 도로 1공구(횡성군 둔내면 마암리) 1.4 km 구간 확장 개통, 기존 1.6 km 구간 폐지[25]
- 2017년 9월 22일 : 둔내 ~ 무이간 도로 1공구(횡성군 둔내면 현천리 ~ 화도리) 10.8 km 구간 확장 개통, 기존 횡성군 둔내면 마암리 1.6 km 구간 폐지[26]
- 2017년 12월 4일 : 서원 ~ 공근간 도로(경기도 양평군 청운면 갈운리 ~ 강원도 횡성군 공근면 초원리) 총 8.64 km 구간 확장 개통, 기존 경기도 양평군 청운면 갈운리 ~ 강원도 횡성군 서원면 유현리 총 1.35 km 구간 폐지[27]
- 2017년 12월 27일 : 둔내 ~ 무이간 도로 2공구(횡성군 둔내면 화동리 ~ 평창군 진부면 간평리) 33.17 km 구간 확장 개통, 기존 횡성군 둔내면 화동리 ~ 평창군 진부면 상진부리 총 23.48 km 구간 폐지[28], 평창군 용평면 장평리 190m 구간 폐지[29]
- 2017년 12월 30일 : 두능 ~ 연곡간 도로(강릉시 연곡면 삼산리 ~ 영진리) 총 13.46 km 구간 확장 개통, 기존 강릉시 연곡면 삼산리 ~ 송림리 총 4.09 km 구간 폐지[30]

## 주요 경유지
인천광역시
- 중구 (북성동2가 · 송월동2가 · 북성동1가) - 동구 (만석동 · 화수동 · 송현동 · 송림동) - 미추홀구 도화동 - 동구 송림동 - 서구 (가좌동 · 석남동 · 가정동) - 계양구 (효성동 · 작전동 · 서운동)

경기도
- 부천시 오정구 (삼정동 · 내동 · 오정동)

서울특별시
- 강서구 오쇠동

경기도
- 부천시 고강동

서울특별시
- 강서구 (공항동 · 외발산동 · 내발산동 · 등촌동 · 염창동) - 영등포구 (양화동 · 당산동) - 양화대교 - 마포구 (합정동 · 서교동 · 동교동) - 서대문구 (창천동 · 대현동 · 북아현동 · 충현동) - 종로구 (평동 · 신문로2가 · 신문로1가 · 세종로 · 종로1.2.3.4가동 · 종로5.6가동 · 창신동 · 숭인동) - 동대문구 (신설동 · 용두동 · 제기동 · 청량리동 · 회기동 · 휘경동) - 중랑구 (중화동 · 상봉동 · 망우동)

경기도
- 구리시 (교문동 · 수택동) - 남양주시 (다산동 · 일패동 · 이패동 · 삼패동 · 와부읍 · 조안면) - 양평군 (양서면 · 옥천면 · 양평읍 · 용문면 · 단월면 · 청운면)

강원특별자치도
- 횡성군 (서원면 · 공근면 · 횡성읍 · 우천면 · 둔내면) - 평창군 (봉평면 · 용평면 · 진부면 · 대관령면) - 강릉시 연곡면

구간 거리표
구리시 3.2 (망우리고개 정상~왕숙천 대교)
남양주시 17.9 (왕숙천 대교~ 신양수대교 / 1998년 개통된 팔당터널 구간 봉안대교 구간)
양평군 51.3(신양수대교~도덕고개 구 구간 정상)
횡성군 62.7 (태기산터널 개통전 ㅡ/ 양구두미재 구간 기준/ 도덕고개 정상~태기산 양구두미재 정상)
평창군 56.3 (태기산터널 속사터널 개통전 ㅡ/ 양구두미재 속사재 구 구간 기준/ 양구두미재~진고개 정상)
강릉시 29.0 (진고개 정상~주문진 부근 종점 /구 명주군 구간만 경유)

## 노선
- (■): 자동차 전용도로 구간

### 인천광역시
| 이름                               | 접속 노선 | 소재지     | 소재지                                                        | 비고                                                         |
| ---------------------------------- | --- | ---------- | ------------------------------------------------------------- | ------------------------------------------------------------ |
| 인천역                             | 국도 제42호선 국도 제46호선 국도 제77호선 국가지원지방도 제84호선 국가지원지방도 제98호선 (제물량로) 월미로 차이나타운로51번길 | 인천광역시 | 중구                                                          | 기점 국도 제77호선과 중복 국가지원지방도 제84, 98호선과 중복 |
| 송월시장                           | 참외전로 | 인천광역시 | 중구                                                          | 국도 제77호선과 중복 국가지원지방도 제84, 98호선과 중복      |
| 만석고가교                         | | 인천광역시 | 중구                                                          | 국도 제77호선과 중복 국가지원지방도 제84, 98호선과 중복      |
|                                    | 동구 | 인천광역시 |                                                               | 국도 제77호선과 중복 국가지원지방도 제84, 98호선과 중복      |
| 동일방직 인천공장 인천만석초등학교 | | 인천광역시 |                                                               | 국도 제77호선과 중복 국가지원지방도 제84, 98호선과 중복      |
| 화수사거리                         | 인중로 제물량로 | 인천광역시 |                                                               | 국도 제77호선과 중복 국가지원지방도 제84, 98호선과 중복      |
| 송현사거리                         | 국가지원지방도 제84호선 (중봉대로) 송현로                                                                                      | 인천광역시 |                                                               | 국도 제77호선과 중복 국가지원지방도 제84, 98호선과 중복      |
| 황금고개사거리                     | 샛골로 인중로 | 인천광역시 | 국도 제77호선과 중복 국가지원지방도 제98호선과 중복           |                                                              |
| 인천서흥초등학교                   | | 인천광역시 | 국도 제77호선과 중복 국가지원지방도 제98호선과 중복           |                                                              |
| 송림오거리                         | 동산로 샛골로 송림로 | 인천광역시 | 국도 제77호선과 중복 국가지원지방도 제98호선과 중복           |                                                              |
| (이름 없음)                        | 새천년로 | 인천광역시 | 국도 제77호선과 중복 국가지원지방도 제98호선과 중복           |                                                              |
| 송림삼거리                         | 봉수대로 인중로 | 인천광역시 | 국도 제77호선과 중복 국가지원지방도 제98호선과 중복           |                                                              |
| 송림고개                           | | 인천광역시 | 국도 제77호선과 중복 국가지원지방도 제98호선과 중복           |                                                              |
|                                    | 미추홀구 | 인천광역시 | 국도 제77호선과 중복 국가지원지방도 제98호선과 중복           |                                                              |
| 인천대삼거리                       | 숙골로 | 인천광역시 | 국도 제77호선과 중복 국가지원지방도 제98호선과 중복           |                                                              |
| 인천서화초등학교                   | | 인천광역시 | 국도 제77호선과 중복 국가지원지방도 제98호선과 중복           |                                                              |
| 궁현사거리                         | 염전로 | 인천광역시 | 국도 제77호선과 중복 국가지원지방도 제98호선과 중복           |                                                              |
| 인천교삼거리                       | 장고개로 | 인천광역시 | 국도 제77호선과 중복 국가지원지방도 제98호선과 중복           |                                                              |
| 동구구민운동장                     | | 인천광역시 | 국도 제77호선과 중복 국가지원지방도 제98호선과 중복           |                                                              |
| 가좌 나들목 (가좌IC앞 교차로)      | 인천대로 백범로 장고개로 | 인천광역시 | 국도 제77호선과 중복 국가지원지방도 제98호선과 중복           | 서구                                                         |
| 석남제2고가교                      | | 인천광역시 | 국도 제77호선과 중복 국가지원지방도 제98호선과 중복 하부 통과 | 서구                                                         |
| 석남진출입로                       | 인천대로 | 인천광역시 | 국도 제77호선과 중복 국가지원지방도 제98호선과 중복 하부 통과 | 서구                                                         |
| 석남제1고가교 (석남역)             | 길주로 | 인천광역시 | 국도 제77호선과 중복 국가지원지방도 제98호선과 중복 하부 통과 | 서구                                                         |
| 율도입구삼거리                     | 율도로 | 인천광역시 | 국도 제77호선과 중복 국가지원지방도 제98호선과 중복           | 서구                                                         |
| 루원 교차로                        | 국가지원지방도 제98호선 (서곶로) 봉오대로                                                                                      | 인천광역시 | 국도 제77호선과 중복 국가지원지방도 제98호선과 중복           | 서구                                                         |
| (효성고가교 북단)                  | 봉오대로 청안로 효서로 | 인천광역시 | 계양구                                                        | 국도 제77호선과 중복                                         |
| 새말사거리                         | 마장로 | 인천광역시 | 계양구                                                        | 국도 제77호선과 중복                                         |
| 효성사거리                         | 안남로 | 인천광역시 | 계양구                                                        | 국도 제77호선과 중복                                         |
| 나들목사거리 (부평 나들목)         | 120호선 경인고속도로 계양대로                                                                                                  | 인천광역시 | 계양구                                                        | 국도 제77호선과 중복                                         |
| 작전고가앞 교차로                  | 주부토로 | 인천광역시 | 계양구                                                        | 국도 제77호선과 중복                                         |
| 메뜰사거리                         | 장제로 | 인천광역시 | 계양구                                                        | 국도 제77호선과 중복                                         |
| 서운중학교 서운고등학교            | | 인천광역시 | 계양구                                                        | 국도 제77호선과 중복                                         |
| 천상교                             | | 인천광역시 | 계양구                                                        | 국도 제77호선과 중복                                         |

### 경기도부천시
| 이름                | 접속 노선                   | 소재지 | 소재지 | 비고                     |
| ------------------- | --------------------------- | ------ | ------ | ------------------------ |
| 천상교              |                             | 부천시 | 오정구 | 국도 제77호선과 중복     |
| 삼정고가교삼거리    | 송내대로                    | 부천시 | 오정구 | 국도 제77호선과 중복     |
| 자동차검사소삼거리  | 오정로39번길                | 부천시 | 오정구 |                          |
| 삼정교사거리        | 국도 제39호선 (석천로)      | 부천시 | 오정구 | 국도 제39, 77호선과 중복 |
| 산업길사거리        | 국도 제39호선 (신흥로)      | 부천시 | 오정구 | 국도 제39, 77호선과 중복 |
| 내촌고가삼거리      | 부천로                      | 부천시 | 오정구 | 국도 제77호선과 중복     |
| 우편집중국삼거리    | 오정로211번길               | 부천시 | 오정구 | 국도 제77호선과 중복     |
| OBS 경인TV          |                             | 부천시 | 오정구 | 국도 제77호선과 중복     |
| 덕산고등학교 교차로 | 오정로251번길 오정로252번길 | 부천시 | 오정구 | 국도 제77호선과 중복     |
| 봉오대로사거리      | 봉오대로                    | 부천시 | 오정구 | 국도 제77호선과 중복     |
| 하오정교            |                             | 부천시 | 오정구 | 국도 제77호선과 중복     |
| 대장동입구 교차로   | 대장로                      | 부천시 | 오정구 | 국도 제77호선과 중복     |
| 아시아나항공입구    |                             | 부천시 | 오정구 | 국도 제77호선과 중복     |
| 오쇠삼거리          | 소사로 소사로970번길        | 부천시 | 오정구 | 국도 제77호선과 중복     |

### 서울특별시
| 이름                                         | 접속 노선                                        | 소재지     | 소재지               | 비고                     |
| -------------------------------------------- | ------------------------------------------------ | ---------- | -------------------- | ------------------------ |
| 오쇠삼거리                                   | 소사로 소사로970번길                             | 서울특별시 | 강서구               | 국도 제77호선과 중복     |
| 메이필드호텔                                 | 방화대로 하늘길                                  | 서울특별시 | 강서구               | 국도 제77호선과 중복     |
| 외발산사거리                                 | 남부순환로 방화대로                              | 서울특별시 | 강서구               | 국도 제77호선과 중복     |
| 마곡역 교차로                                | 국도 제48호선 (공항대로)                         | 서울특별시 | 강서구               | 국도 제48, 77호선과 중복 |
| 발산역 교차로                                | 강서로                                           | 서울특별시 | 강서구               | 국도 제48, 77호선과 중복 |
| 한국가스공사 KBS스포츠월드                   |                                                  | 서울특별시 | 강서구               | 국도 제48, 77호선과 중복 |
| 강서구청사거리                               | 화곡로                                           | 서울특별시 | 강서구               | 국도 제48, 77호선과 중복 |
| 등촌중학교 서울백석초등학교 한국정보화진흥원 |                                                  | 서울특별시 | 강서구               | 국도 제48, 77호선과 중복 |
| 등촌역 교차로                                | 등촌로 공항대로59길                              | 서울특별시 | 양천구               | 국도 제48, 77호선과 중복 |
| 염창역                                       |                                                  | 서울특별시 | 양천구               | 국도 제48, 77호선과 중복 |
| 양화교                                       | 안양천로 양천로                                  | 서울특별시 | 양천구               | 국도 제48, 77호선과 중복 |
| 양화교                                       | 영등포구                                         | 서울특별시 |                      | 국도 제48, 77호선과 중복 |
| 성산대교남단 교차로                          | 국도 제1호선 국도 제48호선 (서부간선도로)        | 서울특별시 |                      | 국도 제48, 77호선과 중복 |
| 양화대교남단 교차로                          | 노들로 선유로                                    | 서울특별시 | 국도 제77호선과 중복 |                          |
| 양화대교                                     |                                                  | 서울특별시 | 국도 제77호선과 중복 |                          |
|                                              | 마포구                                           | 서울특별시 | 국도 제77호선과 중복 |                          |
| 양화대교북단 교차로                          | 국도 제77호선 국가지원지방도 제23호선 (강변북로) | 서울특별시 | 국도 제77호선과 중복 |                          |
| 합정역교차로                                 | 독막로 월드컵로                                  | 서울특별시 |                      |                          |
| 홍대입구역 동교동삼거리                      | 연희로                                           | 서울특별시 |                      |                          |
| 창천동삼거리                                 | 와우산로                                         | 서울특별시 |                      |                          |
| 신촌로터리 지하 신촌역                       | 백범로 서강로 연세로                             | 서울특별시 |                      |                          |
| 신촌기차역입구                               | 신촌역로                                         | 서울특별시 |                      |                          |
| 이대역교차로                                 | 대흥로 이화여대길                                | 서울특별시 |                      |                          |
| 아현역교차로                                 | 굴레방로 북아현로                                | 서울특별시 | 서대문구             |                          |
| 아현교차로                                   | 마포대로                                         | 서울특별시 | 서대문구             |                          |
| 충정로사거리 (충정로역) (아현고가차도)       | 서소문로 경기대로                                | 서울특별시 | 서대문구             |                          |
| 서대문역교차로 (서대문역고가차도)            | 통일로                                           | 서울특별시 | 서대문구             |                          |
| 정동사거리                                   | 송월길 정동길                                    | 서울특별시 | 서대문구             |                          |
| 경희궁                                       |                                                  | 서울특별시 | 종로구               |                          |
| 세종대로사거리                               | 국도 제48호선 (세종대로)                         | 서울특별시 | 종로구               |                          |
| 종로1가교차로 (종각역)                       | 우정국로                                         | 서울특별시 | 종로구               |                          |
| 종로2가교차로                                | 삼일대로                                         | 서울특별시 | 종로구               |                          |
| 종로3가역                                    | 돈화문로                                         | 서울특별시 | 종로구               |                          |
| 종로4가교차로                                | 창경궁로                                         | 서울특별시 | 종로구               |                          |
| 종로5가교차로 (종로5가역)                    | 대학로 동호로                                    | 서울특별시 | 종로구               |                          |
| 흥인지문교차로 (동대문역)                    | 율곡로                                           | 서울특별시 | 종로구               |                          |
| 동묘앞역                                     | 지봉로                                           | 서울특별시 | 종로구               |                          |
| 신설동역교차로                               | 난계로 보문로 천호대로                           | 서울특별시 | 동대문구             |                          |
| 용두동사거리                                 | 무학로                                           | 서울특별시 | 동대문구             |                          |
| 제기동역                                     |                                                  | 서울특별시 | 동대문구             |                          |
| 경동시장사거리                               | 고산자로                                         | 서울특별시 | 동대문구             |                          |
| 성바오로병원교차로                           | 답십리로                                         | 서울특별시 | 동대문구             |                          |
| 청량리역교차로(청량리역 환승센터)            | 홍릉로                                           | 서울특별시 | 동대문구             |                          |
| 떡전교사거리                                 | 제기로 전농로                                    | 서울특별시 | 동대문구             |                          |
| 시조사삼거리                                 | 이문로                                           | 서울특별시 | 동대문구             |                          |
| 회기역                                       |                                                  | 서울특별시 | 동대문구             |                          |
| 삼육서울병원                                 |                                                  | 서울특별시 | 동대문구             |                          |
| 중랑교                                       | 동부간선도로                                     | 서울특별시 | 동대문구             |                          |
| 동부시장교차로 (중랑역)                      | 중랑역로                                         | 서울특별시 | 중랑구               |                          |
| 동1로지하차도교차로                          | 국도 제3호선 (동일로)                            | 서울특별시 | 중랑구               | 국도 제47호선과 중복     |
| 상봉삼거리 (상봉역)                          | 면목로                                           | 서울특별시 | 중랑구               | 국도 제47호선과 중복     |
| 상봉지하차도교차로                           | 상봉중앙로                                       | 서울특별시 | 중랑구               | 국도 제47호선과 중복     |
| 망우역교차로                                 | 상봉로                                           | 서울특별시 | 중랑구               | 국도 제47호선과 중복     |
| 신내지하차도교차로                           | 신내로                                           | 서울특별시 | 중랑구               | 국도 제47호선과 중복     |
| 망우사거리                                   | 국도 제47호선 (용마산로)                         | 서울특별시 | 중랑구               | 국도 제47호선과 중복     |
| 망우리고개                                   |                                                  | 서울특별시 | 중랑구               |                          |

### 경기도
| 이름                       | 접속 노선                                             | 소재지   | 소재지 | 비고 |
| -------------------------- | ----------------------------------------------------- | -------- | ------ | --- |
| 망우리고개                 |                                                       | 구리시   | 교문동 | |
| 교문사거리                 | 국도 제43호선 국도 제46호선 (아차산로)                | 구리시   | 교문동 | |
| 중앙예식장앞교차로         | 옹달말로 체육관로                                     | 구리시   | 인창동 | |
| 돌다리사거리               | 건원대로 검배로                                       | 구리시   | 인창동 | |
| 구리역 구리시외버스정류장  |                                                       | 구리시   | 인창동 | |
| 왕숙교                     |                                                       | 구리시   | 인창동 | |
| 남양주 나들목 (도농사거리) | 100호선 수도권제1순환고속도로 미금로                  | 남양주시 | 다산동 | |
| (이름 없음)                | 도농로                                                | 남양주시 | 다산동 | |
| 도농역                     |                                                       | 남양주시 | 다산동 | |
| 양정초교입구교차로         | 미금로                                                | 남양주시 | 다산동 | |
| 도농삼거리                 | 다산지금로 진관로                                     | 남양주시 | 다산동 | |
| (이름 없음)                | 경춘로                                                | 남양주시 | 양정동 | |
| (이름 없음)                | 북부간선도로                                          | 남양주시 | 양정동 | 하행 진입 불가 상행 진출 불가                                                                             |
| 이패방앗간앞               | 국가지원지방도 제86호선 (양정로)                      | 남양주시 | 양정동 | 국가지원지방도 제86호선과 중복                                                                            |
| 이패 나들목                | 수석호평도시고속화도로                                | 남양주시 | 양정동 | 국가지원지방도 제86호선과 중복                                                                            |
| 양정역                     |                                                       | 남양주시 | 양정동 | 국가지원지방도 제86호선과 중복                                                                            |
| 삼패사거리                 | 고산로                                                | 남양주시 | 양정동 | 국가지원지방도 제86호선과 중복 덕소삼패 나들목 (60호선 서울양양고속도로)와 간접 연결                      |
| 덕소 나들목                | 국가지원지방도 제86호선 (덕소로)                      | 남양주시 | 양정동 | 국가지원지방도 제86호선과 중복                                                                            |
| 덕소강변대교               |                                                       | 남양주시 | 와부읍 | |
| 도곡 나들목                | 덕소로                                                | 남양주시 | 와부읍 | |
| 하팔당삼거리               | 팔당로                                                | 남양주시 | 와부읍 | |
| 팔당대교 나들목            | 팔당대교 국도 제45호선 (창우로)                       | 남양주시 | 와부읍 | 국도 제45호선과 중복                                                                                      |
| 팔당1터널                  |                                                       | 남양주시 | 와부읍 | 국도 제45호선과 중복 연장 약 220m(상행) 연장 약 260m(하행)                                                |
| 팔당2터널                  |                                                       | 남양주시 | 조안면 | 국도 제45호선과 중복 연장 약 310m                                                                         |
| 팔당3터널                  |                                                       | 남양주시 | 조안면 | 국도 제45호선과 중복 연장 약 175m(상행) 연장 약 235m(하행)                                                |
| 팔당4터널                  |                                                       | 남양주시 | 조안면 | 국도 제45호선과 중복 연장 약 420m(상행) 연장 약 450m(하행)                                                |
| 봉안터널                   |                                                       | 남양주시 | 조안면 | 국도 제45호선과 중복 연장 약 750m                                                                         |
| 봉안대교                   |                                                       | 남양주시 | 조안면 | 국도 제45호선과 중복                                                                                      |
| 조안 나들목                | 국도 제45호선 (북한강로)                              | 남양주시 | 조안면 | 국도 제45호선과 중복                                                                                      |
| 신양수대교                 |                                                       | 양평군   | 양서면 | |
| 양수 교차로                | 양수로                                                | 양평군   | 양서면 | |
| 용담대교                   |                                                       | 양평군   | 양서면 | 상행 전용 교량                                                                                            |
| 신원역                     |                                                       | 양평군   | 양서면 | |
| 국수교차로 (국수역)        |                                                       | 양평군   | 양서면 | |
| 양평 나들목                | 45호선 중부내륙고속도로 400호선 수도권제2순환고속도로 | 양평군   | 옥천면 | |
| 아신역교차로               |                                                       | 양평군   | 옥천면 | |
| 고읍교차로                 | 고읍로                                                | 양평군   | 옥천면 | |
| 옥천교차로                 |                                                       | 양평군   | 옥천면 | |
| 오빈교차로                 | 양근로                                                | 양평군   | 양평읍 | |
| 상평 교차로                | 국도 제37호선 국가지원지방도 제98호선 (마유산로)      | 양평군   | 양평읍 | 국도 제37, 44호선과 중복                                                                                  |
| 양평 교차로                | 국도 제37호선 (여주 ~ 양평간 도로)                    | 양평군   | 양평읍 | 국도 제37, 44호선과 중복                                                                                  |
| 양평소방서                 |                                                       | 양평군   | 양평읍 | 국도 제44호선과 중복                                                                                      |
| 공흥육교                   | 백운길                                                | 양평군   | 양평읍 | 국도 제44호선과 중복                                                                                      |
| 백동육교                   | 초롱길                                                | 양평군   | 양평읍 | 국도 제44호선과 중복                                                                                      |
| 백안육교                   | 중앙로                                                | 양평군   | 양평읍 | 국도 제44호선과 중복                                                                                      |
| 신흥육교                   | 대흥로                                                | 양평군   | 양평읍 | 국도 제44호선과 중복                                                                                      |
| 용문터널                   |                                                       | 양평군   | 용문면 | 국도 제44호선과 중복 상행 연장 345m 하행 연장 173m                                                        |
| 용문 교차로                | 갈월길                                                | 양평군   | 용문면 | 국도 제44호선과 중복                                                                                      |
| 용문교                     |                                                       | 양평군   | 용문면 | 국도 제44호선과 중복                                                                                      |
| 마룡 교차로                | 지방도 제341호선 (용문산로)                           | 양평군   | 용문면 | 국도 제44호선과 중복                                                                                      |
| 금곡 교차로                | 용문로                                                | 양평군   | 용문면 | 국도 제44호선과 중복                                                                                      |
| 봉상삼거리                 | 국가지원지방도 제70호선 (용문로)                      | 양평군   | 단월면 | 국도 제44호선과 중복 국가지원지방도 제70호선과 중복 상행 진출 불가 하행 진입 불가                         |
| 삼가 교차로                | 지방도 제345호선 (양동로) 봉상길                      | 양평군   | 단월면 | 국도 제44호선과 중복 국가지원지방도 제70호선과 중복 지방도 제345호선과 중복                               |
| 단월 교차로                | 보룡길                                                | 양평군   | 단월면 | 국도 제44호선과 중복 국가지원지방도 제70호선과 중복 지방도 제345호선과 중복 상행 진입 불가 하행 진출 불가 |
| 보룡 교차로                | 국가지원지방도 제70호선 지방도 제345호선 (단월로)     | 양평군   | 단월면 | 국도 제44호선과 중복 국가지원지방도 제70호선과 중복 지방도 제345호선과 중복 상행 진입 불가                |
| 교동 교차로                | 백동길                                                | 양평군   | 청운면 | 국도 제44호선과 중복                                                                                      |
| 비룡 교차로                | 비룡1길                                               | 양평군   | 청운면 | 국도 제44호선과 중복                                                                                      |
| 용두 교차로                | 국도 제44호선 (설악로)                                | 양평군   | 청운면 | 국도 제44호선과 중복                                                                                      |
| (이름 없음)                | 지방도 제349호선 (몰운고갯길)                         | 양평군   | 청운면 | |
| (도덕고개입구)             | 경강로                                                | 양평군   | 청운면 | |
| 도덕터널                   |                                                       | 양평군   | 청운면 | 연장 440m                                                                                                 |

### 강원특별자치도
| 이름                                 | 접속 노선                           | 소재지 | 소재지                         | 비고                                                  |
| ------------------------------------ | ----------------------------------- | ------ | ------------------------------ | ----------------------------------------------------- |
| 도덕터널                             |                                     | 횡성군 | 서원면                         | 연장 440m                                             |
| (도덕고개옛길 입구)                  | 경강로                              | 횡성군 | 서원면                         |                                                       |
| 풍수원 교차로                        | 지방도 제409호선 (서원서로)         | 횡성군 | 서원면                         |                                                       |
| 연내교 유현초등학교                  |                                     | 횡성군 | 서원면                         |                                                       |
| 유현 교차로                          | 서원로                              | 횡성군 | 서원면                         |                                                       |
| 왕래교                               |                                     | 횡성군 | 서원면                         |                                                       |
| 횡성공근농공단지                     | 아이티밸리길                        | 횡성군 | 공근면                         |                                                       |
| 신촌 나들목                          | 국도 제5호선 (영서로)               | 횡성군 | 공근면                         | 국도 제5호선과 중복                                   |
| 학곡 나들목 (횡성 나들목)            | 한우로 55호선 중앙고속도로          | 횡성군 | 횡성읍                         | 국도 제5호선과 중복                                   |
| 횡성터널                             |                                     | 횡성군 | 횡성읍                         | 국도 제5호선과 중복 상행 연장 540m 하행 연장 544m     |
| 입석 나들목                          | 국도 제5호선 국도 제19호선 (횡성로) | 횡성군 | 횡성읍                         | 국도 제5, 19호선과 중복                               |
| 읍상 교차로                          | 한우로                              | 횡성군 | 횡성읍                         | 국도 제19호선과 중복 상행 진출 불가 하행 진입 불가    |
| 마산 교차로                          | 한우로                              | 횡성군 | 횡성읍                         | 국도 제19호선과 중복 상행 진입 불가 하행 진출 불가    |
| 추동 교차로                          | 지방도 제442호선 (한우로)           | 횡성군 | 횡성읍                         | 국도 제19호선과 중복                                  |
| 영영포 교차로                        | 국도 제19호선 (성동로)              | 횡성군 | 횡성읍                         | 국도 제19호선과 중복                                  |
| (이름 없음)                          | 추용로                              | 횡성군 | 우천면                         |                                                       |
| (이름 없음)                          | 상하가로                            | 횡성군 | 우천면                         |                                                       |
| (이름 없음)                          | 정포로                              | 횡성군 | 우천면                         |                                                       |
| (이름 없음)                          | 덕송로                              | 횡성군 | 둔내면                         |                                                       |
| 현천삼거리                           | 지방도 제411호선 (강변로)           | 횡성군 | 둔내면                         |                                                       |
| 둔내IC 교차로 (둔내 나들목)          | 50호선 영동고속도로                 | 횡성군 | 둔내면                         |                                                       |
| 둔방 교차로                          | 지방도 제420호선 (고원로)           | 횡성군 | 둔내면                         | 지방도 제420호선과 중복                               |
| (이름 없음)                          | 둔내로                              | 횡성군 | 둔내면                         | 지방도 제420호선과 중복                               |
| 둔내삼거리                           | 둔방로 경강로둔방6길                | 횡성군 | 둔내면                         | 지방도 제420호선과 중복                               |
| 둔내종합체육공원                     |                                     | 횡성군 | 둔내면                         | 지방도 제420호선과 중복                               |
| (둔내호텔)                           | 용현로                              | 횡성군 | 둔내면                         | 지방도 제420호선과 중복                               |
| 주막 교차로                          | 지방도 제420호선 (갑천로) 경강로    | 횡성군 | 둔내면                         | 지방도 제420호선과 중복                               |
| (생태터널)                           |                                     | 횡성군 | 둔내면                         | 연장 약 50m                                           |
| 마암교                               |                                     | 횡성군 | 둔내면                         |                                                       |
| 버덩말 교차로                        | 경강로                              | 횡성군 | 둔내면                         |                                                       |
| 마암 교차로                          | 봉덕로                              | 횡성군 | 둔내면                         |                                                       |
| 덕성 교차로                          | 경강로화동1길                       | 횡성군 | 둔내면                         |                                                       |
| 둔내초등학교 덕성분교 화동보건진료소 |                                     | 횡성군 | 둔내면                         |                                                       |
| 삽교 교차로                          | 화동삽교로                          | 횡성군 | 둔내면                         |                                                       |
| 화동 교차로                          | 경강로                              | 횡성군 | 둔내면                         |                                                       |
| 구두미 교차로                        | 경강로 경강로구두미1길              | 횡성군 | 둔내면                         |                                                       |
| (생태통로)                           |                                     | 횡성군 | 둔내면                         | 연장 약 45m                                           |
| 태기산터널                           |                                     | 횡성군 | 둔내면                         | 연장 2,800m                                           |
| 태기산터널                           |                                     | 평창군 | 봉평면                         | 연장 2,800m                                           |
| 무이교                               |                                     | 평창군 | 봉평면                         |                                                       |
| 무이 교차로                          | 경강로                              | 평창군 | 봉평면                         |                                                       |
| 태기사거리                           | 지방도 제408호선 (태기로)           | 평창군 | 봉평면                         | 지방도 제408호선과 중복                               |
| 무이1 교차로                         | 지방도 제408호선 (팔송로)           | 평창군 | 봉평면                         | 지방도 제408호선과 중복                               |
| 무이2 교차로                         |                                     | 평창군 | 봉평면                         |                                                       |
| (무이2리)                            | 봉평북로                            | 평창군 | 봉평면                         |                                                       |
| 남안교                               | 이효석길                            | 평창군 | 봉평면                         |                                                       |
| 흥정천교                             |                                     | 평창군 | 봉평면                         |                                                       |
| (평촌)                               | 지방도 제424호선 (애강나무길)       | 평창군 | 봉평면                         | 지방도 제424호선과 중복                               |
| 진전 교차로                          | 진전길                              | 평창군 | 용평면                         | 지방도 제424호선과 중복                               |
| 백옥포2 교차로                       | 지방도 제424호선 (경강로)           | 평창군 | 용평면                         | 지방도 제424호선과 중복 상행 진입 불가 하행 진출 불가 |
| 장평1터널                            |                                     | 평창군 | 용평면                         | 연장 710m                                             |
| 장평2교                              |                                     | 평창군 | 용평면                         |                                                       |
| 장평2터널                            |                                     | 평창군 | 용평면                         | 연장 538m                                             |
| 장평3교                              |                                     | 평창군 | 용평면                         |                                                       |
| 장평2 교차로                         | 국도 제31호선 (경강로)              | 평창군 | 용평면                         | 국도 제31호선과 중복 상행 진출 불가 하행 진입 불가    |
| 방덕 교차로                          | 하용전길                            | 평창군 | 용평면                         | 국도 제31호선과 중복                                  |
| 용전1교                              |                                     | 평창군 | 용평면                         | 국도 제31호선과 중복                                  |
| 용전1 교차로                         | 방덕골길                            | 평창군 | 용평면                         | 국도 제31호선과 중복                                  |
| 용전2 교차로                         |                                     | 평창군 | 용평면                         | 국도 제31호선과 중복                                  |
| (용전3 교차로)                       | 도사길                              | 평창군 | 용평면                         | 국도 제31호선과 중복                                  |
| 용평면사무소                         |                                     | 평창군 | 용평면                         | 국도 제31호선과 중복                                  |
| 용전5 교차로                         | 신선골길                            | 평창군 | 용평면                         | 국도 제31호선과 중복                                  |
| 둔전 교차로                          |                                     | 평창군 | 용평면                         | 국도 제31호선과 중복                                  |
| 이목정1교                            |                                     | 평창군 | 용평면                         | 국도 제31호선과 중복                                  |
| 둔지 교차로                          |                                     | 평창군 | 용평면                         | 국도 제31호선과 중복                                  |
| 성낭 교차로                          |                                     | 평창군 | 용평면                         | 국도 제31호선과 중복                                  |
| 이목정1 교차로                       | 골안이길                            | 평창군 | 용평면                         | 국도 제31호선과 중복                                  |
| 이목정2 교차로                       | 탑거리길                            | 평창군 | 용평면                         | 국도 제31호선과 중복                                  |
| 배나무정1 교차로                     |                                     | 평창군 | 용평면                         | 국도 제31호선과 중복                                  |
| 배나무정2 교차로                     | 배나무정길                          | 평창군 | 용평면                         | 국도 제31호선과 중복                                  |
| 안산 교차로                          |                                     | 평창군 | 용평면                         | 국도 제31호선과 중복                                  |
| 속사IC 교차로 (속사 나들목)          | 50호선 영동고속도로                 | 평창군 | 용평면                         | 국도 제31호선과 중복                                  |
| 속사삼거리                           | 국도 제31호선 (운두령로)            | 평창군 | 용평면                         | 국도 제31호선과 중복                                  |
| 속사1 교차로                         | 경강로 속사재길                     | 평창군 | 용평면                         |                                                       |
| 속사터널                             |                                     | 평창군 | 용평면                         | 연장 2,101m                                           |
| 속사터널                             | 진부면                              | 평창군 |                                | 연장 2,101m                                           |
| 쉴터골천교                           | 경강로                              | 평창군 |                                |                                                       |
| 하진부1 교차로                       | 경강로                              | 평창군 | 하진부2 교차로와 연결          |                                                       |
| 면의동천교                           |                                     | 평창군 |                                |                                                       |
| 면의동 교차로                        | 면의동길                            | 평창군 |                                |                                                       |
| 오대 교차로                          | 진부중앙로                          | 평창군 |                                |                                                       |
| 오대4 교차로                         | 국도 제59호선 (경강로)              | 평창군 | 국도 제59호선과 중복           |                                                       |
| 가우교                               |                                     | 평창군 | 국도 제59호선과 중복           |                                                       |
| 가우1 교차로                         | 방아다리로                          | 평창군 | 국도 제59호선과 중복           |                                                       |
| 월정교                               |                                     | 평창군 | 국도 제59호선과 중복           |                                                       |
| (월정 회전교차로)                    | 간평길                              | 평창군 | 국도 제59호선과 중복           |                                                       |
| 월정삼거리                           | 지방도 제456호선 (경강로)           | 평창군 | 국도 제59호선과 중복           |                                                       |
| 병안삼거리                           | 오대산로                            | 평창군 | 국도 제59호선과 중복           | 대관령면                                              |
| 진고개                               |                                     | 평창군 | 국도 제59호선과 중복 해발 960m | 대관령면                                              |
| 진고개                               |                                     | 강릉시 | 국도 제59호선과 중복 해발 960m | 연곡면                                                |
| 부연동삼거리                         | 국도 제59호선 (부연동길)            | 강릉시 | 국도 제59호선과 중복           | 연곡면                                                |
| 소금강입구                           | 소금강길                            | 강릉시 |                                | 연곡면                                                |
| 퇴곡1 교차로                         | 퇴곡1길                             | 강릉시 |                                | 연곡면                                                |
| 버들 교차로                          | 유등버들길                          | 강릉시 |                                | 연곡면                                                |
| 행정 교차로                          | 장덕고개길                          | 강릉시 |                                | 연곡면                                                |
| 행신 교차로                          | 지방도 제415호선 (신왕길)           | 강릉시 |                                | 연곡면                                                |
| 송림 교차로                          | 진고개로                            | 강릉시 |                                | 연곡면                                                |
| 연곡 교차로                          | 국도 제7호선 (동해대로)             | 강릉시 |                                | 연곡면                                                |

- 이전 노선 (2017년 이전 노선) : 소금강 입구 교차로 ~ 구월 교차로 ~ 퇴곡 교차로 ~ 퇴곡2 교차로 ~ 유동 교차로 ~ 버들 교차로 ~ 행정 교차로 ~ 행신 교차로 ~ 송림 교차로 ~ 연곡 교차로 ~ 방내 교차로 (구 연곡 교차로)
- 이전 노선 (2000년 이전 노선) : 학곡 나들목 - 횡성 나들목 - 횡성교 - (육교) - 횡성오거리 - 읍상 교차로

## 도로명
인천광역시
- 중구 인천역사거리 ~ 동구 화수사거리 : 제물량로
- 동구 화수사거리 ~ 황금고개사거리 : 인중로
- 동구 황금고개사거리 ~ 송림오거리 : 샛골로
- 동구 송림오거리 ~ 미추홀구 인천교삼거리 : 송림로
- 미추홀구 인천교삼거리 ~ 서구 가좌IC앞 교차로 : 장고개로
- 서구 가좌IC앞 교차로 ~ 루원 교차로 : 가남로
- 서구 루원 교차로 ~ 계양구 (효성고가교 북단): 봉오대로
- 계양구 (효성고가교 북단) ~ 천상교 : 아나지로

경기도
- 부천시 오정구 천상교 ~ 삼정고가교삼거리 : 아나지로
- 부천시 오정구 삼정고가교삼거리 ~  오쇠삼거리 : 오정로

서울특별시
- 강서구 오쇠삼거리 ~ 외발산거리 : 오정로
- 강서구 외발산거리 ~ 마곡역 교차로 : 발산로
- 강서구 마곡역 교차로 ~ 양화교 : 공항대로
- 영등포구 양화교 ~ 양화대교남단 교차로 : 노들로
- 영등포구 양화대교남단 교차로 ~ 마포구 양화대교북단 교차로 : 선유로
- 마포구 양화대교북단 교차로 ~ 동교동삼거리 : 양화로
- 마포구 동교동삼거리 ~ 아현 교차로 : 신촌로
- 마포구 아현 교차로 ~ 서대문역 교차로 : 충정로
- 종로구 서대문역 교차로 ~ 세종대로사거리 : 새문안로
- 종로구 세종대로사거리 ~ 신설동역 교차로 : 종로
- 동대문구 신설동역 교차로 ~ 시조사삼거리 : 왕산로
- 동대문구 시조사삼거리 ~ 중랑구 망우리고개 : 망우로

경기도
- 구리시 교문동 망우리고개 ~ 남양주시 다산동 도농삼거리 : 경춘로
- 남양주시 다산동 (이름 없음) ~ 양평군 청운면 도덕고개 : 경강로

강원특별자치도
- 횡성군 서원면 도덕고개 ~ 평창군 진부면 월정삼거리 : 경강로
- 평창군 진부면 월정삼거리 ~ 강릉시 연곡면 연곡 교차로 : 진고개로

## 사진

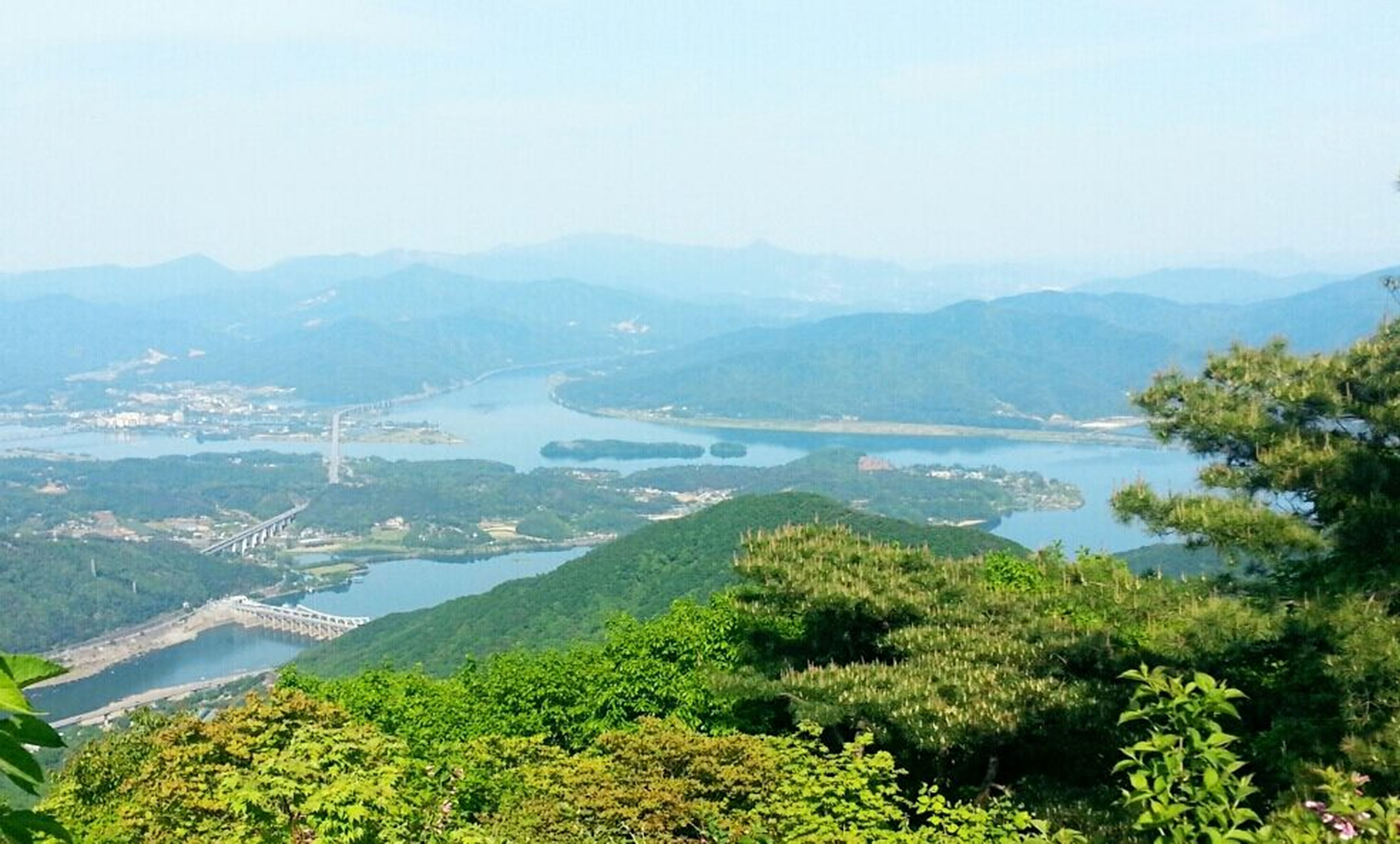
팔당댐과 팔당호 주변으로 지나는 국도 제6호선
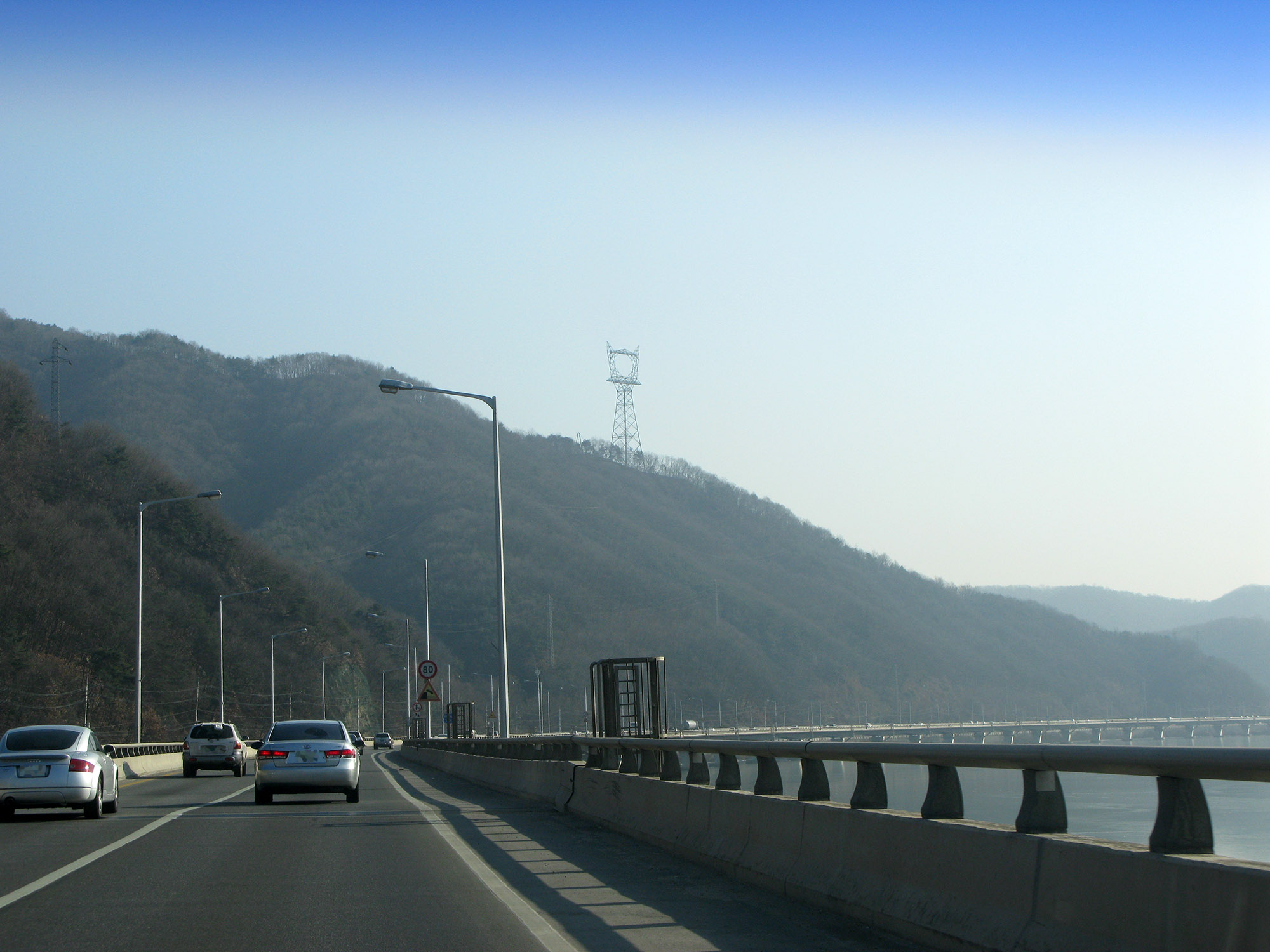
용담대교 강릉 방향
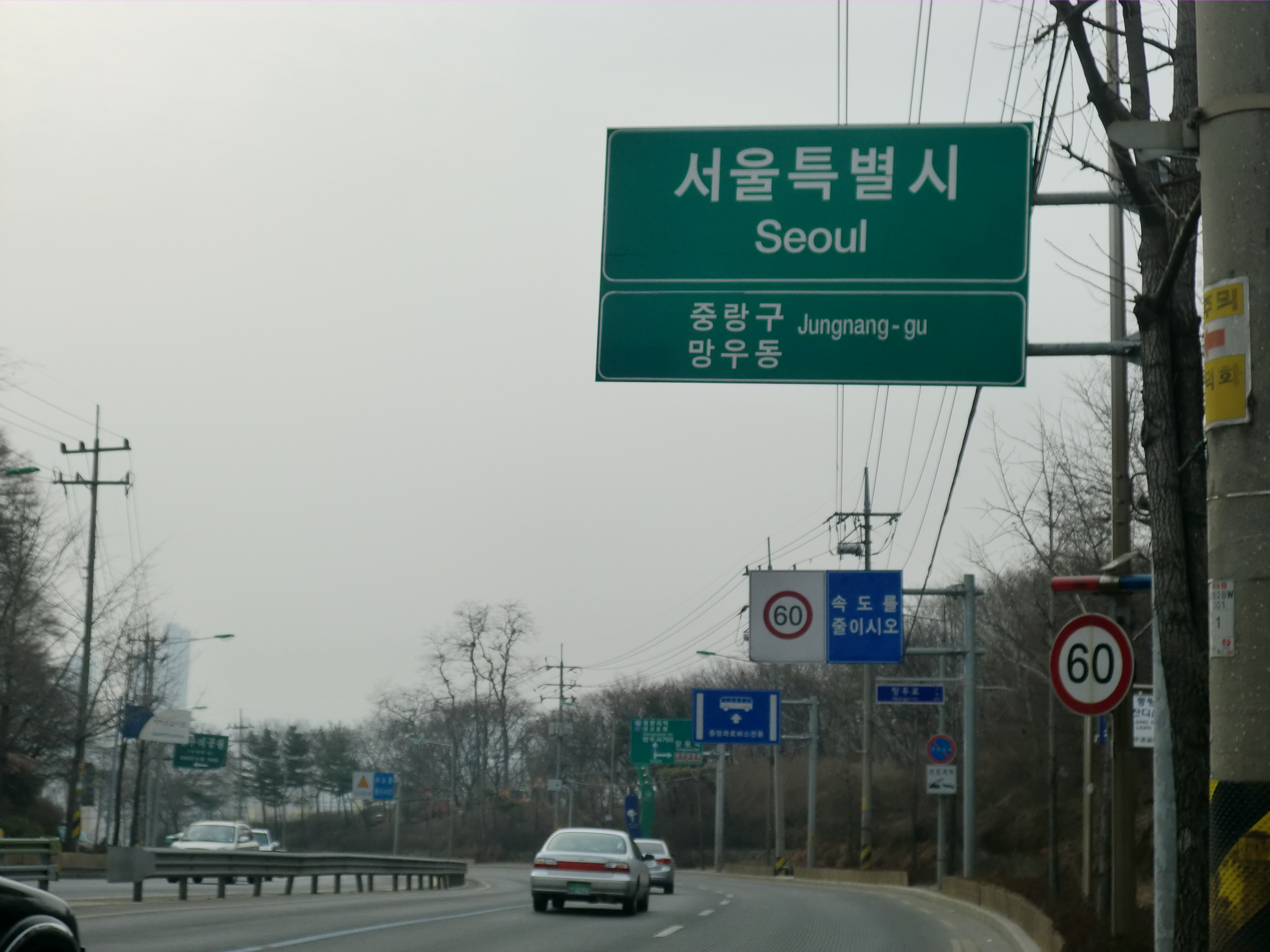
경기도 구리시와 서울 경계
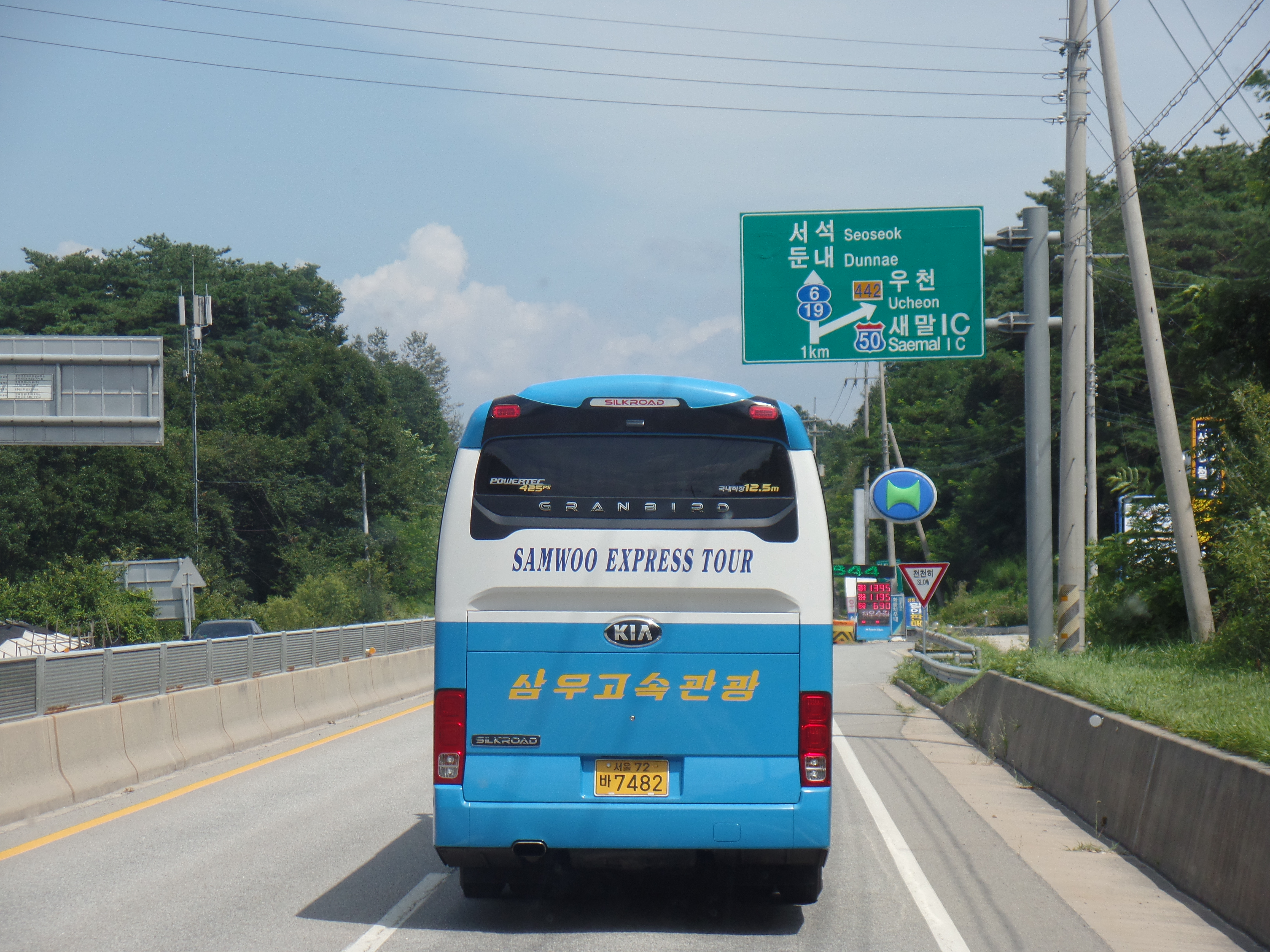
추동입체교차로
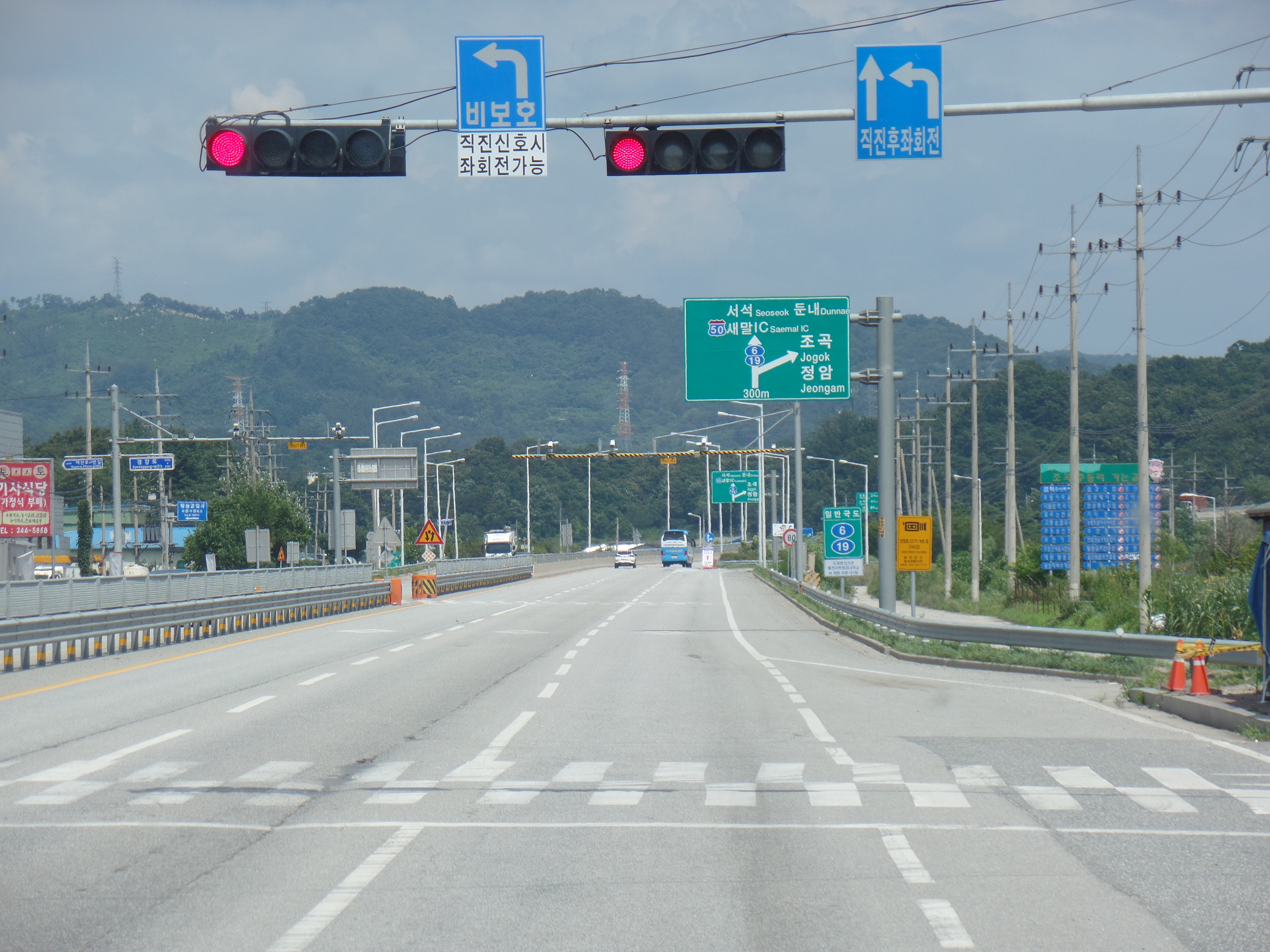
영영포교차로
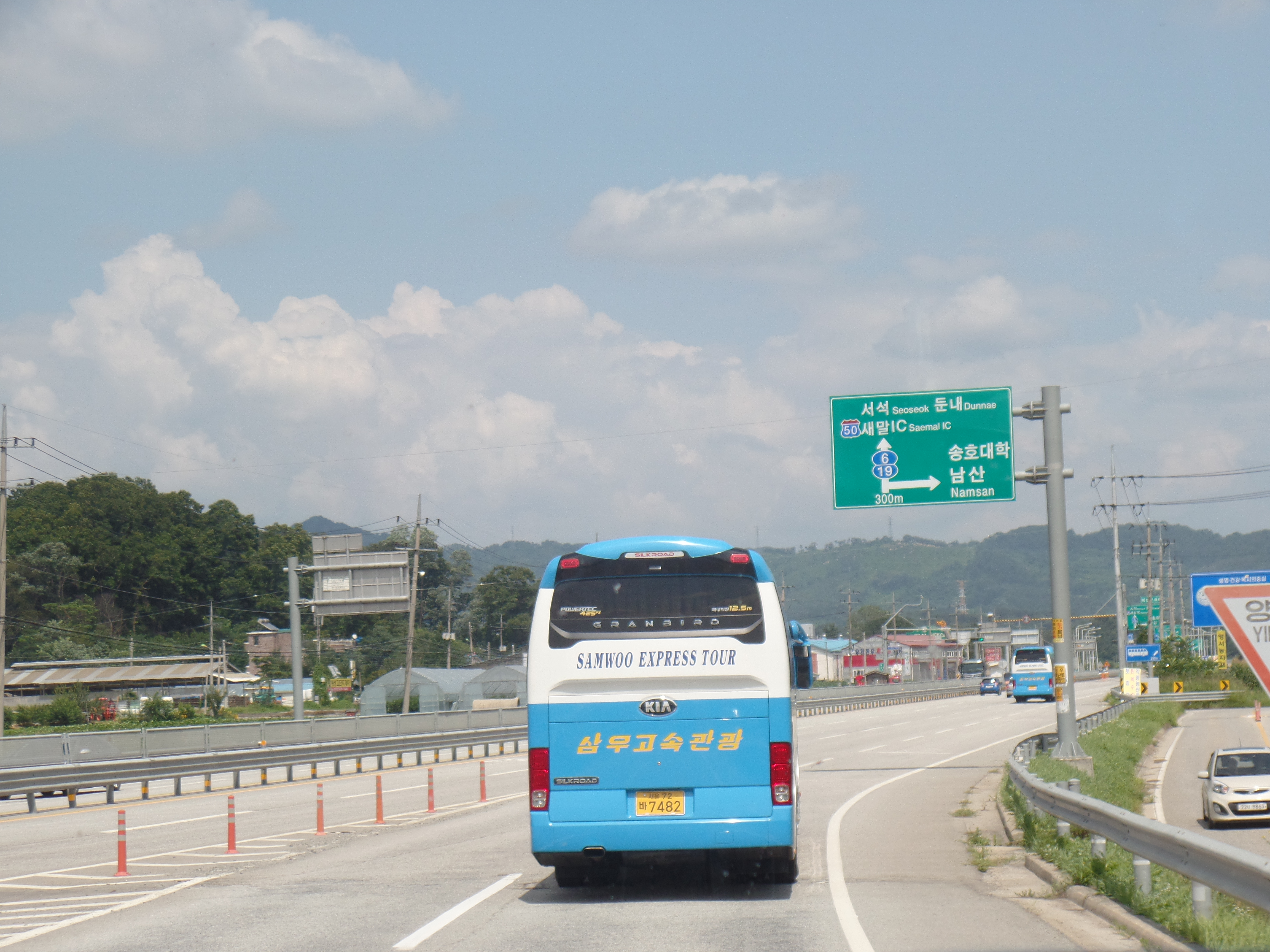
마산교차로
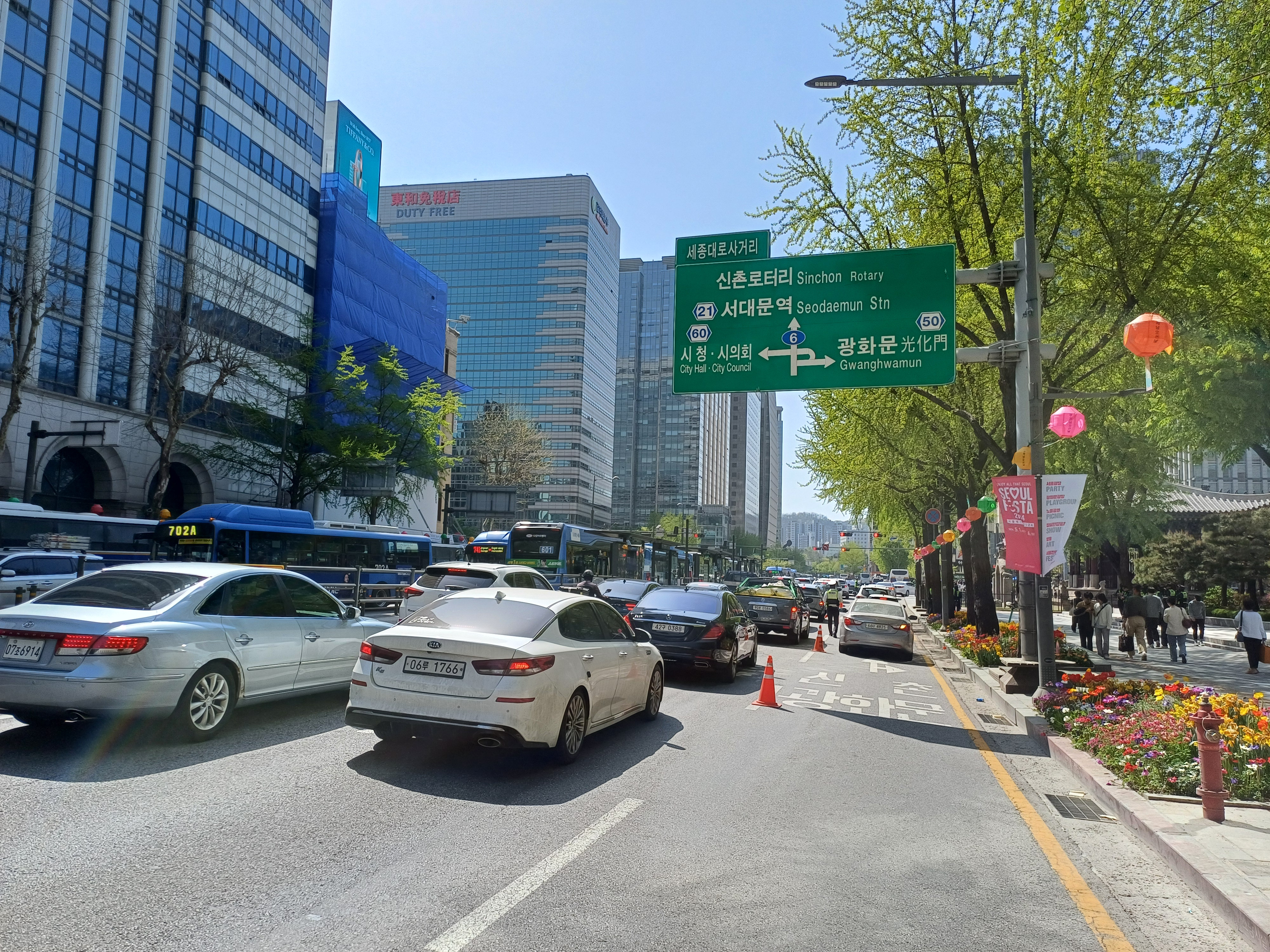
서울특별시 종로 세종대로 사거리
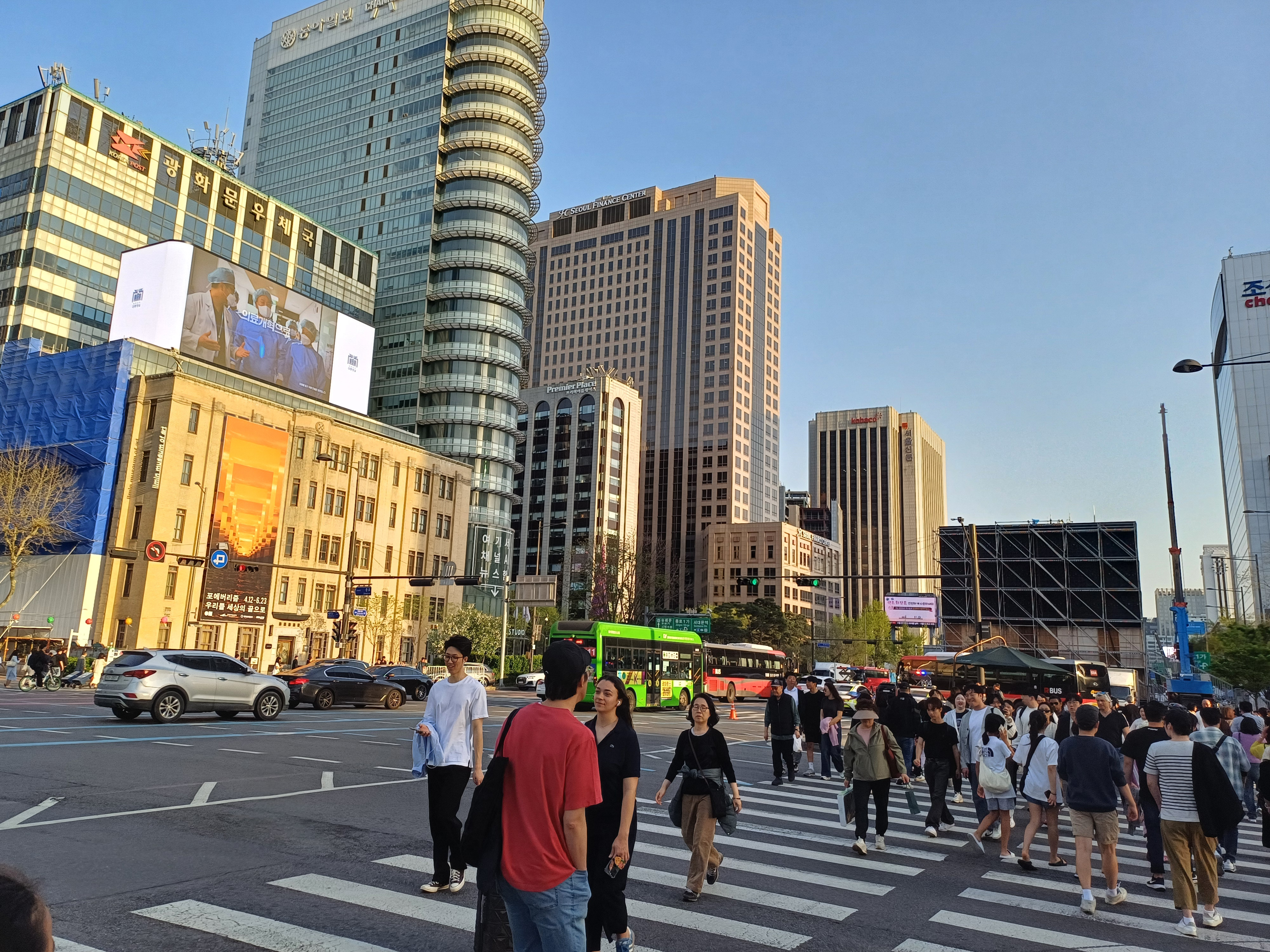
세종대로 사거리
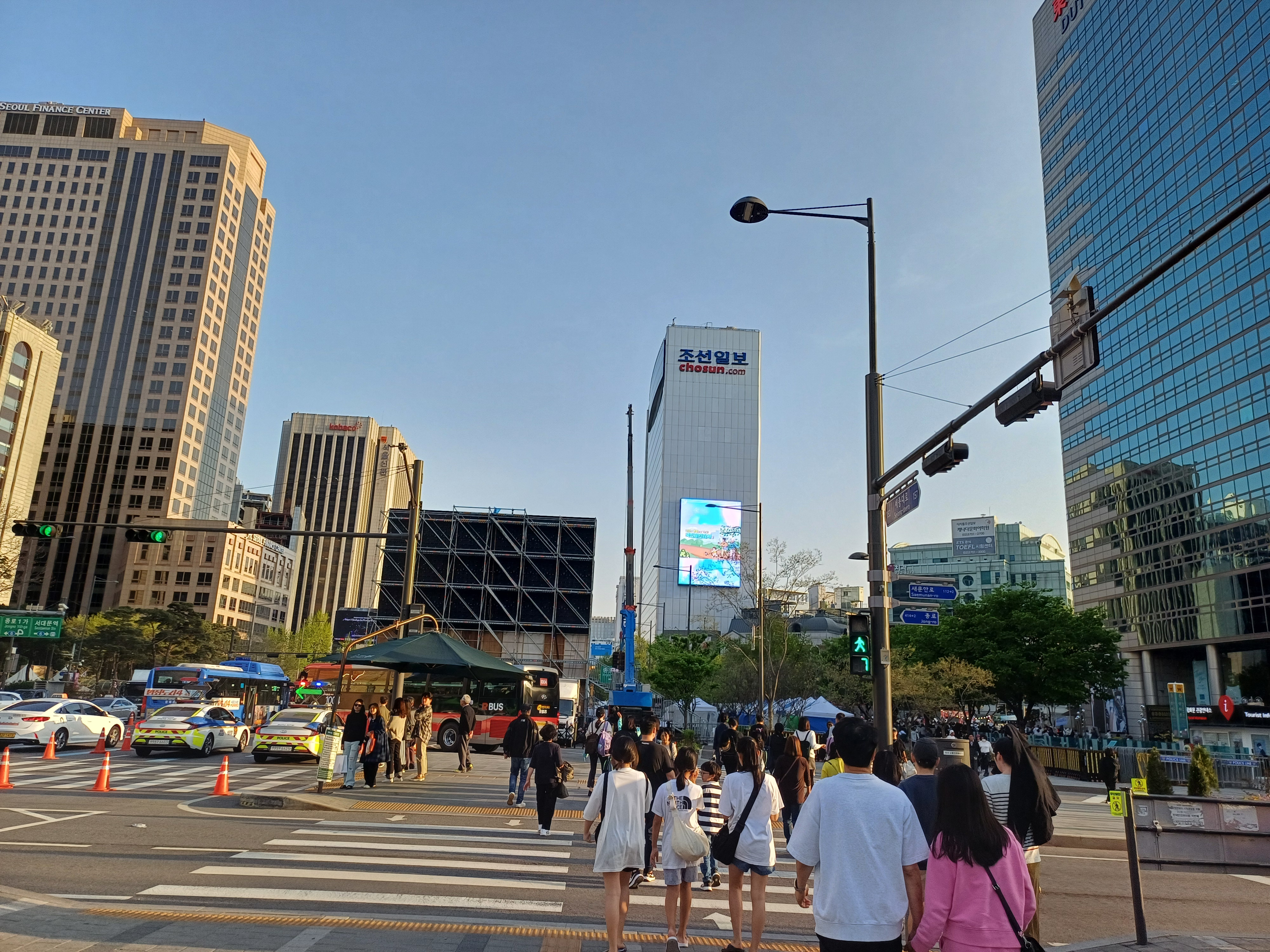
세종대로 사거리 2